# Raven Point Nature Reserve SAC
Raven Point Nature Reserve SAC este o arie protejată (arie specială de conservare — SAC, sit de importanță comunitară — SCI) din Irlanda întinsă pe o suprafață de 556,36 ha, integral pe uscat.

## Localizare
Centrul sitului Raven Point Nature Reserve SAC este situat la coordonatele 52°21′23″N 6°21′56″W / 52.356397°N 6.365526°V.

## Înființare
Situl Raven Point Nature Reserve SAC a fost declarat sit de importanță comunitară în septembrie 1999 pentru a proteja 18 specii de animale. Situl a fost protejat și ca arie specială de conservare în octombrie 2018.

## Biodiversitate
Situată în ecoregiunea atlantică, aria protejată conține 8 habitate naturale: Terase mlăștinoase și terase nisipoase neacoperite de apă la reflux, Vegetație anuală la limita mareei, Pășuni atlantice udate de apa mării (Glauco-Puccinellietalia maritimae), Dune mobile cu vegetație embrionară, Dune mobile de-a lungul țărmului cu Ammophila arenaria („dune albe”), Dune de coastă fixe cu vegetație erbacee („dune gri”), Dune cu Salix repens ssp. argentea (Salicion arenariae), Depresiuni intradunale umede.
La baza desemnării sitului se află mai multe specii protejate de  păsări (18): Anser albifrons flavirostris, pietruș (Arenaria interpres), Calidris alba, fugaci de țărm (Calidris alpina), Calidris canutus, prundaș gulerat mare (Charadrius hiaticula), scoicar (Haematopus ostralegus), sitar de mal nordic (Limosa lapponica), sitar de mâl (Limosa limosa), ferestrașul mare (Mergus merganser), culic mare (Numenius arquata), cormoran mare (Phalacrocorax carbo), ploier auriu (Pluvialis apricaria), ploier argintiu (Pluvialis squatarola), chiră mică (Sterna albifrons), călifar alb (Tadorna tadorna), fluierar cu picioare verzi (Tringa nebularia), fluierarul cu picioare roșii (Tringa totanus).
Pe lângă speciile protejate, pe teritoriul sitului au mai fost identificate 4 specii de plante, 1 specie de amfibieni, 6 specii de nevertebrate.